# カラボゾア科
カラボゾア科（カラボゾアか）は等脚類に属する科の一つ。地下水性であり、ベネズエラ・ブラジルから2属2種が発見されている。

## 形態
体長2-3 mm。第1・第2腹節は縮小し、胸部に癒合することもある。第6腹節は尾節と癒合し、大きな腹尾節を形成する。第1・第2腹肢は、雄では交尾器となるが雌では縮小する。尾肢は腹面に付く。
大顎には触肢を持たない。眼は退化している。

## 種
Calabozoa pellucida Van Lieshout, 1983
1983年にベネズエラ、カラボソの井戸から発見された。雌・雄・幼体を含む多数の個体が採集されている。種小名はギリシャ語の"pellucidus"（半透明）に由来する。
Pongycarcinia xiphidiourus Messana, Baratti & Benvenuti, 2002
2002年にブラジル、バイーア州のカルスト洞窟から発見された。属名はブラジルの方言で「内気な」を意味する"Pongyp"と、ギリシャ語で「小エビ」を意味する"carcinia"を組み合わせたものである。種小名はギリシャ語の"xiphidion"（剣）、"oura"（尾）に由来し、細長い尾肢を持つことに因んだものである。